# Folkloristisch Ensemble Paramaribo
Folkloristisch Ensemble Paramaribo (FEB) is een Surinaams dansgezelschap dat in binnen- en buitenland optreedt met folkloredansen.
Het FEB werd in 1986 opgericht door Marlene Lie A Ling. In dat jaar richtte ze tevens Marlène's Ballet Company (MBC) op. Voor beide selecteerde de meest talentvolle dansers uit haar dansschool met het doel meer met hun talent te doen.
Buiten Suriname heeft het FEB folkloristische dansvoorstellingen gegeven in Nederland, Haïti, Brazilië en Ecuador. Het gezelschap bezocht verder ten minste 18 folklorefestivals, maakte een tournee van dertig dagen door Frankrijk en gaf in 2011 een gezamenlijke voorstelling met een Amerikaans gezelschap.
Een van Lie A Lings studentes, Ariëlla Eriks, werd in 2020 de winnares op FIDA.